# V. J. Beachem
V. J. Beachem, né le 15 janvier 1995, à South Bend, en Indiana, est un joueur américain de basket-ball. Il évolue au poste d'ailier.